# 安佐 (広島市)
安佐とは広島市の地名。おおよそ2通りの意味で用いられる。
1. 旧・安佐郡の範囲、あるいはその範囲のほとんどを含む現在の安佐南区・安佐北区を合わせた地域。
2. 安佐郡に町村合併で誕生した旧安佐町の範囲。安佐北区に属する。本稿ではこちらについて述べる。

なお、「安佐」という呼称は栃木県の旧安蘇郡と旧佐野市（安蘇郡の6町村の合併により1943年成立）の総称としても用いられていた。ただし2005年の合併により安蘇郡は消滅し、現在は旧安蘇郡域のほぼ全域が佐野市に含まれている。

## 定義
- 東:安佐北区可部との境界。
- 西:佐伯区、山県郡安芸太田町との境界。
- 南:安佐南区との境界
- 北:山県郡北広島町との境界。

## 地理
太田川の中流部にあたる。安佐北区の西側のほとんどを占めている。地区の大半が山地となっており、山がちな地形である。

## 公共施設
- 広島市安佐北区 安佐出張所 - 安佐町飯室に位置する。安佐出張所前バス停下車徒歩1分[1]
- 広島市安佐動物公園
- 広島市野外活動センター

## 住所表示
- 安佐町大字飯室
- 安佐町大字後山
- 安佐町大字小河内
- 安佐町大字くすの木台
- 安佐町大字久地
- 安佐町大字毛木
- 安佐町大字鈴張
- 安佐町大字筒瀬
- 安佐町大字動物園
- 安佐町大字宮野

## 交通
かつてはJR可部線が通っていたが、可部線が2003年11月30日に区間廃止されて以降は公共交通機関はバスのみが通っている。

### 高速バス
広島自動車道を経由する高速バスの停留所は「広島北インター」と「久地バスストップ」の2つがある。
- 広島北インター - 広島北IC料金所外
  - 西へ約50メートルの国道191号沿いに広島北インター入口バス停がある
- 久地バスストップ（久地） - 広島自動車道の本線沿い
  - 北東へ約300メートルの広島県道77号久地伏谷線沿いに幸の神バス停（フォーブル）がある
  - 南東へ約500メートルの広島県道38号広島豊平線沿いに久地境原バス停（フォーブル）がある

これらの停留所には広島バスセンター・広島駅と各方面（三次駅・三段峡・浜田駅・益田駅方面）とを結ぶ高速バスが停車する。
- 三次・庄原線（広島電鉄・備北交通） - 三次駅・庄原バスセンター方面
- いさりび号（中国JRバス・石見交通） - 浜田駅方面
- 新広益線（石見交通） - 益田駅方面
- 75 高速三段峡線（広電バス） - 戸河内ICバスセンター・三段峡方面

### 路線バス
- 広電バス[2]
  - 73 豊平・琴谷線 - 広島バスセンター方面 / 豊平・琴谷方面
  - 74 三段峡線 - 広島バスセンター・可部駅方面 / 安芸太田町・三段峡方面
  - 75 高速三段峡線 - 広島バスセンター方面 / 安芸太田町・三段峡方面
- 広島交通[3]
  - 73 勝木線 - 広島バスセンター方面
  - 宇津・可部線 - 可部駅・上原方面
  - 今吉田線 - 可部駅方面 / 今吉田公民館方面
  - 可部・千代田線 - 可部駅・勝木方面 / 千代田インター・千代田高校前方面
- フォーブル[4]
  - 飯室線（才の原経由） / あさひが丘線 - 上安駅方面
  - 飯室線（久地経由） - 大原駅方面
  - くすの木台・戸山線 - 大原駅 / 緑ヶ丘・戸山方面
  - 筒瀬線 - あさひが丘方面
- 総企バス[5]
  - 芸北あき亀山線・溝口線 - 1日1往復、北部医療センター方面 / 豊平・芸北方面

### 道路
- 広島自動車道 （山陽自動車道 広島JCT方面） - 久地BS - 久地PA - 広島北IC - 広島北JCT
- 中国自動車道 （戸河内IC方面） - 広島北JCT - 安佐SA - （三次IC方面）
- 国道191号 - 安佐北区可部方面 / 安芸太田町加計方面
- 国道261号 - 安佐北区可部方面（国道191号と重複） / 北広島町千代田方面
- 広島県道38号広島豊平線 - 安佐南区伴東方面 / 北広島町阿坂方面
- 広島県道40号安佐豊平芸北線 - 北広島町都志見方面
- 広島県道77号久地伏谷線 - 安佐南区沼田町阿戸・佐伯区湯来町伏谷方面
- 広島県道177号下佐東線 - 太田川右岸
- 広島県道267号宇津可部線 - 太田川左岸
- 広島県道268号勝木安古市線
- 広島県道269号今井田緑井線
- 広島県道309号小河内都志見線